# Polární báze
Polární báze je matematický pojem z oblasti lineární algebry. Je to taková báze vektorového prostoru, vůči které má daná bilineární forma diagonální matici. Prvky polární báze lze považovat v jistém smyslu za na sebe kolmé vzhledem k dané bilineární formě. V unitárních prostorech nad komplexními čísly se používá pojem polární báze i pro seskvilineární formy.

## Definice
Nechť f je bilineární forma na vektorovém prostoru V. Báze B prostoru V se nazývá polární báze f, je-li pro každé dva různé prvky b, c ∈ B f(b,c) = 0.
Nechť charakteristika tělesa T je různá od 2 a V je vektorový prostor nad T. Pro danou kvadratickou formu q zvolíme bilineární formu fq předpisem fq(u,v) = q(u + v) - 1/2 (q(u) + q(v)) (pak q(u) = fq(u,u)).
Pak polární bází q se nazývá každá polární báze fq.

## Existence
Platí následující tvrzení:
Nechť V je vektorový prostor nad tělesem T charakteristiky různé od 2. Pro každou symetrickou bilineární formu f na V existuje polární báze.

### Důkaz
Důkaz této věty probíhá snadnou indukcí podle dimenze V.
Pro dimenzi rovnou 1 je zřejmě každá báze polární.
Nechť tvrzení platí pro dimenzi n - 1. Mohou nastat dvě možnosti:
- f je konstantně nulová. Pak jakákoli báze V je polární.
- Existují u, v, že {\displaystyle f(u,v)\neq 0}. Pak nutně existuje w, že {\displaystyle f(w,w)\neq 0} (jinak totiž f(u + v,u + v)= f(u,u) + 2f(u,v) + f(v,v) = 2f(u,v), což není nula). Množina W všech u takových, že f(w,u) = 0 tvoří podprostor V dimenze n - 1 neobsahující w. Podle indukčního předpokladu má tedy W polární bázi {u1,…,un - 1}. Z volby W pak plyne, že {u1,…,un - 1,w} je polární báze V.

### Komplexní čísla
V unitárním prostoru nad komplexními čísly se potom používá (oproti {\textstyle \mathbb {R} }) silnější tvrzení:
Nechť V je unitární prostor nad {\displaystyle \mathbb {C} } s ortogonální bází B. Pro každou seskvilineární formu, jejíž matice je vůči B normální, existuje polární báze P taková, že matice přechodu mezi B a P je unitární.
Toto vyplývá z faktu, že normální matice jsou ortogonálně diagonalizovatelné, tedy lze najít takovou unitární matici U, že {\displaystyle A=U^{-1}DU=U^{+}DU}, kde D je diagonální matice.

## Signatura kvadratických forem
Je-li q kvadratická forma na reálném vektorovém prostoru, je bilineární forma fq definovaná předpisem fq(u,v) = 1/2 (q(u + v) - q(u) - q(v)) symetrická. Z tvrzení o existenci polárních bází tedy plyne, že q má polární bázi.
Trojice (n(q), k(q), z(q)), kde n(q), k(q) a z(q) značí po řadě počet prvků u dané polární báze q, pro něž je q(u) nulové, resp. kladné, resp. záporné, se nazývá signatura kvadratické formy q.
Skutečnost, že signatura q je stejná pro libovolnou volbu polární báze, vyjadřuje tzv. Zákon setrvačnosti kvadratických forem.
Kvadratická forma se signaturou (n, k, z) se nazývá:
- pozitivně definitní, je-li n = z = 0.
- pozitivně semidefinitní, je-li z = 0.
- negativně definitní, je-li n = k = 0.
- negativně semidefinitní, je-li k = 0.
- indefinitní, je-li k, z > 0.

## Příklady
- Je-li f symetrická pozitivně definitní, tj. f je skalární součin, pak vektory tvořící polární bázi f jsou na sebe po dvou kolmé.